# Rolf Hüffer
Rolf Hüffer (* 3. September 1945 in München) ist ein deutscher Jurist. Er war von 2002 bis 2010 Erster Vertreter des Präsidenten des Bayerischen Verfassungsgerichtshofes sowie Präsident des Bayerischen Verwaltungsgerichtshofes.

## Leben
Hüffer studierte Rechtswissenschaften in München und legte dort 1970 und 1973 beide Staatsexamina ab. Zunächst war er einige Zeit als Rechtsanwalt tätig, trat im Oktober 1974 dann aber in den Staatsdienst bei der Regierung von Oberbayern ein. Im Jahr 1975 wechselte er als Richter auf Probe an das Verwaltungsgericht München. Nach einem Außendienst von 1977 bis 1979 beim Landratsamt Dachau kehrte er an das Verwaltungsgericht München zurück. Er wurde 1981 Referent und stellvertretender Sachgebietsleiter für Baurecht in der Obersten Baubehörde im Bayerischen Staatsministerium des Inneren und absolvierte einen mehr als einjährigen Lehrgang der Bayerischen Staatsregierung für Verwaltungsführung und wurde 1986 Richter am Bayerischen Verwaltungsgerichtshof.
Es folgte 1991 der Aufstieg und die Ernennung zum Vizepräsidenten am Verwaltungsgericht München und 1994 zum Präsidenten am Verwaltungsgericht Augsburg. Zum 18. Oktober 1999 wurde er Vizepräsident am Bayerischen Verwaltungsgerichtshof und gleichzeitig Richter am Bayerischen Verfassungsgerichtshof. Als Vizepräsident beeinflusste er als Vorsitzender der Projektgruppe „Neuorganisation und EDV-Konzeption der Verwaltungsgerichtsbarkeit“ maßgeblich die EDV-Entwicklung an den Verwaltungsgerichten. Mit Eintritt in den Ruhestand des ehemaligen Präsidenten Johann Wittmann wurde Hüffer zum 1. August 2002 Präsident am Bayerischen Verwaltungsgerichtshof und Erster Vertreter des Präsidenten des Bayerischen Verfassungsgerichtshofes. Zum 30. September 2010 trat er in den Ruhestand ein.
Des Weiteren war er neben seiner richterlichen Tätigkeit bis 2002 stellvertretender Vorsitzender des Bundes Deutscher Verwaltungsrichter und Verwaltungsrichterinnen (BDVR). Im Jahr 2002 wurde er stellvertretender Vorsitzender des Verwaltungsrats des Bayerischen Rundfunks und 2004 Vorsitzender des Expertenforums beim Bundesamt für Migration und Flüchtlinge.

## Auszeichnungen
- Bayerischer Verdienstorden (29. Juli 2010)